# Karl Decker (Fußballspieler)

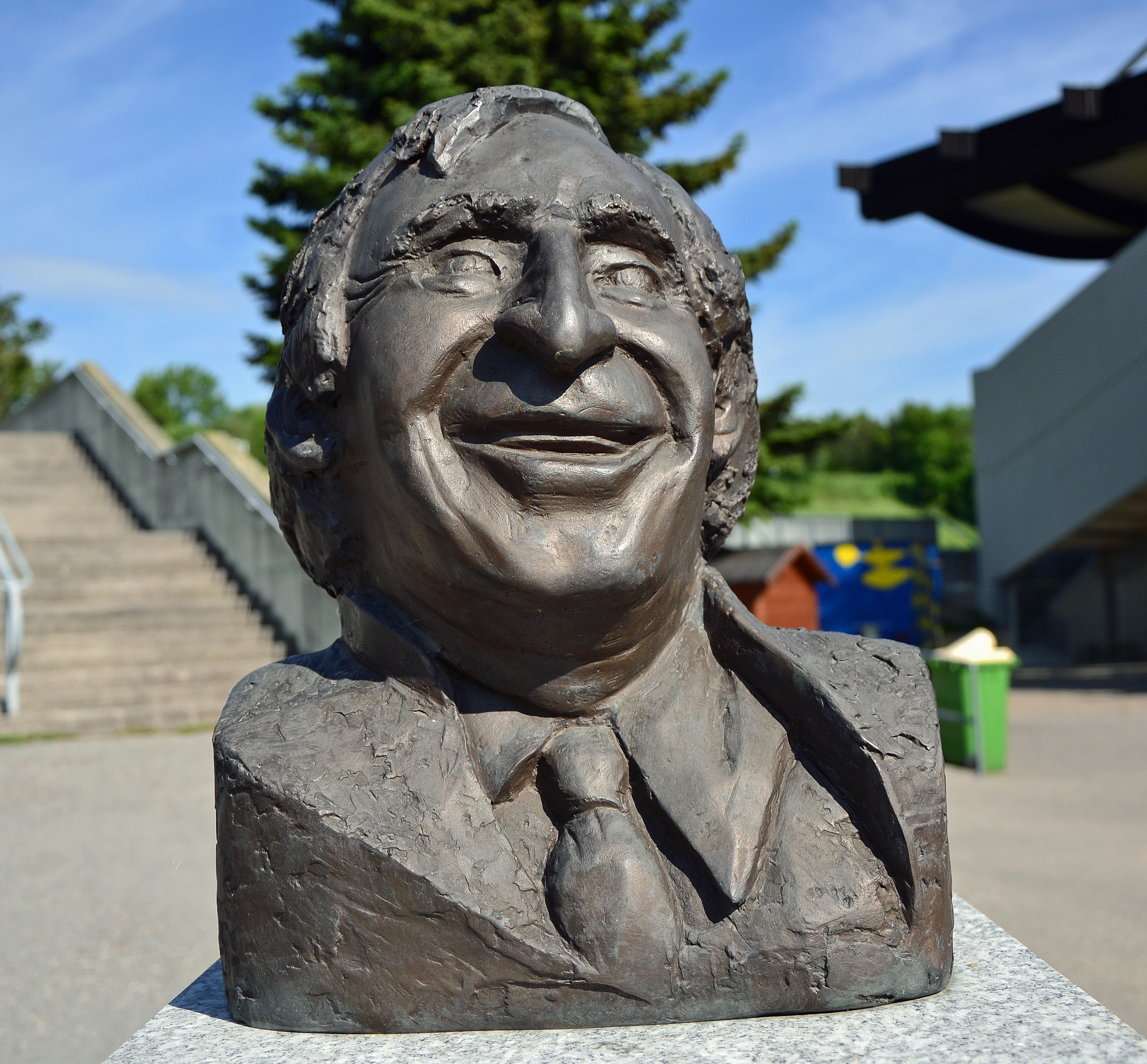
Büste Karl Deckers vor dem Hohe-Warte-Stadion (2013)

Karl Leopold Decker (* 5. September 1921 in Wien; † 27. September 2005 ebenda) war ein österreichischer Fußballspieler und -trainer. Von 1958 bis 1964 war er Teamchef der österreichischen Nationalmannschaft.

## Leben
Karl Decker wurde am 5. September 1921 als unehelicher Sohn der Aloisia Decker (verwitwete Lakmayer; * 14. September 1884 in Wien-Alservorstadt) in Wien geboren und am 17. September 1921 auf den Namen Karl Leopold getauft. Die Mutter lebte zu dieser Zeit in der Penzinger Fünkhgasse Nr. 6 und war seit rund viereinhalb Jahren Witwe, nachdem ihr damaliger Ehemann Johann Lakmayer am 1. Februar 1917 verstorben war. Über den Vater Karl Deckers geht aus dem Taufbucheintrag nichts hervor; so wurde dieser auch nie nachgetragen. Nach absolvierter Schulausbildung erlernte er den Beruf des Werkzeugmachers und Härtetechnikers. 
Bereits mit sieben Jahren spielte er in der Schülermannschaft des Baumgartner Sportclub und kam um das Jahr 1934 zum Ottakringer SC. Über den SC Schwarz-Weiß Wien und den SC Weiße Elf Wien kam er im Herbst 1937 zur Vienna, für die er mit 16 Jahren debütierte. Mit der Vienna feierte er zwischen 1938 und 1952 auch seine größten Erfolge als Spieler. Er wurde mit den Döblingern dreimal Meister und schoss am 31. Oktober 1943 zwei Tore zum historischen 3:2-Triumph der Vienna im deutschen Tschammer-Pokal über Hamburg. In 609 Spielen für die Vienna erzielte der schusskräftige Rechtsverbinder insgesamt 605 Tore und wurde 1944 und 1950 österreichischer Torschützenkönig. Während seiner dortigen Zeit heiratete er am 4. November 1944 in erster Ehe in Wien-Hernals eine Johanna Maria.
Nach seiner Zeit bei der Vienna kam er als Spielertrainer für zwei Spielzeiten zum SK Sturm Graz, ehe er als Legionär in Frankreich für den FC Sochaux auf Torjagd ging. 1956/57 zog es ihn in die Schweiz, wo er beim Erstligaabsteiger FC Grenchen Spielertrainer wurde. Es gelang ihm der umgehende Wiederaufstieg, wobei er in 25 Spielen noch acht Tore erzielte. In der Nationalliga A trat er nur noch einmal selbst als Spieler an: am 13. April 1958 beendete er mit einem 0:0 gegen den FC Lugano im Alter von 36 Jahren vor 2000 Zusehern im heimischen Stadion Brühl seine Spielerlaufbahn. Am Saisonende stand die Mannschaft auf einem hervorragenden fünften Platz.
Für Deutschlands Nationalmannschaft stand er 1942 achtmal auf dem Platz und erzielte acht Tore. Zwischen 1945 und 1952 absolvierte er 25 Länderspiele für die österreichische Fußballnationalmannschaft und schoss dabei 19 Tore.
In den Jahren 1958 bis 1964 war Karl Decker ÖFB-Teamchef, einer der erfolgreichsten in der Geschichte des österreichischen Fußballs. Seine Mannschaft (u. a. mit Stotz, Koller, Hanappi, Hof, Senekowitsch, Nemec und Buzek) ließ 1960/61 mit ihrer Erfolgsserie (Siege gegen Schottland (4:1), die UdSSR (3:1 und 1:0), Spanien (3:0 vor der noch immer gültigen Rekordkulisse von 90.726 Zuschauern im Praterstadion), Italien (2:1), England (3:1), Ungarn (2:1 und 2:1)) Erinnerungen an das Wunderteam wach werden. In dieser Phase ging nur ein Spiel gegen Ungarn (0:2) verloren. Da der ÖFB aus Geldmangel auf eine Teilnahme an der Fußball-Weltmeisterschaft 1962 in Chile verzichtete, blieb der ganz große Erfolg aus, die Mannschaft zerfiel. Nach sechs sieglosen Spielen in Folge und insgesamt 36 Länderspielen beendete Decker am 24. Februar 1964 diese Tätigkeit vor dem Vertragsende bzw. schied mit 28. Februar endgültig aus den Diensten des ÖFB aus.
Anschließend wurde er Trainer beim Wiener Sport-Club und trainierte von September bis Dezember 1968 für den erkrankten Rudolf Vytlačil interimistisch den SK Rapid Wien, der er beim Aufstieg im Meistercup-Achtelfinale gegen Real Madrid betreute. Decker fungierte bei den Grün-Weißen zu dieser Zeit eigentlich als sportlicher Leiter und füllte das Traineramt parallel dazu aus. Auch in den Jahren 1969/70 agierte er als sportlicher Leiter von Rapid.
Ab 1969 bzw. laut anderen Quellen ab 1972 fungierte er lange Jahre als Präsident des Bundes Österreichischer Fußballlehrer (BÖFL).
Er initiierte die sogenannte Lehrling-Fit-Aktion, aus der wiederum auf Initiative des damaligen österreichischen Nationaltrainers Leopold Šťastný im Jahre 1975 die Schülerliga entstand.
Von 1980 bis 2005 war Karl Decker auch als Trainer des Fußballklubs der Österreichischen Parlamentarier tätig.
Am 24. Mai 1976 hatte er in 2. Ehe in Wildalpen eine Herta Wolf (geborene Lischtansky) geheiratet. Am 29. Juli 1999 heiratete der mittlerweile 77-Jährige in Wieselburg eine Adelheid „Heidi“ Holz.

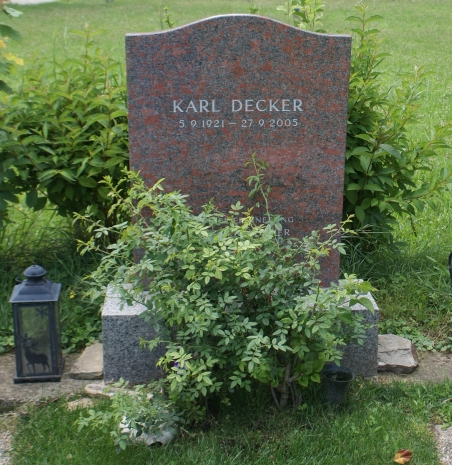
Grabstätte von Karl Decker (2016)

Decker starb am 27. September 2005 und wurde in einem ehrenhalber gewidmeten Grab auf dem Wiener Zentralfriedhof (Gruppe 40, Nummer 85) beerdigt.
Vor dem Eingang zum Stadion Hohe Warte wurde nach seinem Ableben eine Büste Karl Deckers errichtet, die sich heute im digitalen Kulturgüterverzeichnis der Gemeinde Wien befindet. Nach einem Gemeinderatsbeschluss vom 1. März 2011 wurde in Wien-Döbling (19. Bezirk) der Karl-Decker-Weg nach ihm benannt. Die Vienna veranstaltete ab 2012 das internationale Karl-Decker-Gedenkturnier, an dem Jugendmannschaften aus verschiedenen Ländern teilnahmen. Das Nachwuchsturnier wurde nur zweimal ausgetragen (2012 und 2016) und fand danach nicht mehr statt.

## Stationen als aktiver Spieler
- um 1928: Baumgartner Sportclub
- um 1934: Ottakringer SC
- SC Schwarz-Weiß Wien
- um 1937: SC Weiße Elf Wien
- 1937–1952: First Vienna FC
- 1952–1954: SK Sturm Graz
- 1954–1956: FC Sochaux
- 1956–1958: FC Grenchen (Spielertrainer)

## Trainerstationen
- 1951–1952: First Vienna FC (Spielertrainer)
- 1952–1954: SK Sturm Graz
- 1956–1958: FC Grenchen (Spielertrainer)
- 1958–1963: Österreichische Nationalmannschaft
- 1964–1965: Wiener Sport-Club
- 1966–1967: Wiener Sport-Club
- 1968: SK Rapid Wien

## Erfolge
Als Spieler:
- Dreifacher Österreichischer Meister mit dem First Vienna FC
- Tschammer-Pokal-Sieger mit dem First Vienna FC 1943
- Torschützenkönig 1944 (33 Tore) und 1950 (23)

Als Trainer:
- Mehrere unerwartete Siege gegen Traditionsgegner und „große Mannschaften“.

## Auszeichnungen (Auszug)
- 1980: Goldenes Verdienstzeichen der Republik Österreich[10]
- 1996: Silbernes Ehrenzeichen für Verdienste um die Republik Österreich

## ÖFB-Länderspiele unter Teamchef Karl Decker
Legende
- H = Heimspiel
- A = Auswärtsspiel
- * = Spiel auf neutralem Platz
- − = kein offizielles Länderspiel
- grüne Hintergrundfarbe = Sieg Österreichs
- gelbe Hintergrundfarbe = Unentschieden
- rote Hintergrundfarbe = Niederlage

| Spiele | Siege | Remis | Niederlagen | Tore  | TD |
| ------ | ----- | ----- | ----------- | ----- | -- |
| 36     | 16    | 3     | 17          | 60:67 | −7 |

| Nr. | Datum      | Ergebnis | Gegner                        |   | Austragungsort | Anlass                | Bemerkung                                                                                         |
| --- | ---------- | -------- | ----------------------------- | - | -------------- | --------------------- | ------------------------------------------------------------------------------------------------- |
| 287 | 19.11.1958 | 2:2      | Deutschland                   | A | Berlin (GER)   |                       |                                                                                                   |
| 288 | 20.05.1959 | 1:0      | Norwegen                      | A | Oslo (NOR)     | EM 1960-Achtelfinale  |                                                                                                   |
| 289 | 24.05.1959 | 2:0      | Belgien                       | A | Brüssel (BEL)  |                       |                                                                                                   |
| 290 | 14.06.1959 | 4:2      | Belgien                       | H | Wien           |                       |                                                                                                   |
| 291 | 23.09.1959 | 5:2      | Norwegen                      | H | Wien           | EM 1960-Achtelfinale  |                                                                                                   |
| 292 | 22.11.1959 | 3:6      | Spanien                       | A | Valencia (ESP) |                       | 100. Niederlage                                                                                   |
| 293 | 13.12.1959 | 2:5      | Frankreich                    | A | Paris (FRA)    | EM 1960-Viertelfinale |                                                                                                   |
| 294 | 27.03.1960 | 2:4      | Frankreich                    | H | Wien           | EM 1960-Viertelfinale | Österreich scheidet mit insgesamt 4:9 aus                                                         |
| 295 | 01.05.1960 | 0:4      | Tschechoslowakei              | A | Prag (TCH)     |                       |                                                                                                   |
| 296 | 29.05.1960 | 4:1      | Schottland                    | H | Wien           |                       |                                                                                                   |
| 297 | 22.06.1960 | 2:1      | Norwegen                      | A | Oslo (NOR)     |                       |                                                                                                   |
| 298 | 04.09.1960 | 3:1      | Sowjetunion                   | H | Wien           |                       |                                                                                                   |
| 299 | 30.10.1960 | 3:0      | Spanien                       | H | Wien           |                       | Mit 91.000 Zuschauern im Praterstadion Rekordkulisse bei einem Heimspiel                          |
| 300 | 20.11.1960 | 0:2      | Ungarn                        | A | Budapest (HUN) |                       |                                                                                                   |
| 301 | 10.12.1960 | 2:1      | Italien                       | A | Neapel (ITA)   |                       |                                                                                                   |
| 302 | 27.05.1961 | 3:1      | England                       | H | Wien           |                       |                                                                                                   |
| 303 | 11.06.1961 | 2:1      | Ungarn                        | A | Budapest (HUN) |                       |                                                                                                   |
| 304 | 10.09.1961 | 1:0      | Sowjetunion                   | A | Moskau (URS)   |                       |                                                                                                   |
| 305 | 08.10.1961 | 2:1      | Ungarn                        | H | Wien           |                       |                                                                                                   |
| 306 | 19.11.1961 | 1:2      | Jugoslawien                   | A | Zagreb (YUG)   |                       |                                                                                                   |
| 307 | 05.01.1962 | 0:1      | Vereinigte Arabische Republik | A | Kairo (EGY)    |                       | Erstes Länderspiel außerhalb Europas                                                              |
| 308 | 04.04.1962 | 1:3      | England                       | A | London (ENG)   |                       |                                                                                                   |
| 309 | 08.04.1962 | 3:2      | Irland                        | A | Dublin (IRL)   |                       |                                                                                                   |
| 310 | 06.05.1962 | 2:0      | Bulgarien                     | H | Wien           |                       |                                                                                                   |
| 311 | 24.06.1962 | 1:2      | Ungarn                        | H | Wien           |                       |                                                                                                   |
| 312 | 16.09.1962 | 0:6      | Tschechoslowakei              | H | Wien           |                       | 93. und letztes Länderspiel von Gerhard Hanappi, bis 1998 Rekordnationalspieler                   |
| −   | 17.10.1962 | 1:1      | Israel                        | A | Tel Aviv (ISR) |                       | Erstes Länderspiel gegen Israel, erstes Spiel auf asiatischem Boden, kein offizielles Länderspiel |
| 313 | 28.10.1962 | 0:2      | Ungarn                        | A | Budapest (HUN) |                       |                                                                                                   |
| 314 | 11.11.1962 | 1:2      | Italien                       | H | Wien           |                       |                                                                                                   |
| 315 | 25.11.1962 | 1:1      | Bulgarien                     | A | Sofia (BUL)    |                       |                                                                                                   |
| 316 | 24.04.1963 | 3:1      | Tschechoslowakei              | H | Wien           |                       |                                                                                                   |
| 317 | 08.05.1963 | 1:4      | Schottland                    | A | Glasgow (SCO)  |                       | In der 83. Minute wegen überharter Gangart abgebrochen                                            |
| 318 | 09.06.1963 | 0:1      | Italien                       | H | Wien           |                       |                                                                                                   |
| 319 | 25.09.1963 | 0:0      | Irland                        | H | Wien           | EM 1964-Achtelfinale  |                                                                                                   |
| 320 | 13.10.1963 | 2:3      | Irland                        | A | Dublin (IRL)   | EM 1964-Achtelfinale  | Österreich scheidet mit einem Gesamtscore von 2:3 aus                                             |
| 321 | 27.10.1963 | 1:2      | Ungarn                        | A | Budapest (HUN) |                       |                                                                                                   |
| 322 | 14.12.1963 | 0:1      | Italien                       | A | Turin (ITA)    |                       |                                                                                                   |